# منارة بيروت التاريخية
منارة بيروت قامت بدور بارز منذ عام 1820م حتى عام 1976م، تخللها بعض التوقف لأسباب أمنية كما حدث في الحرب العالمية الأولى 1914 ـ 1918م حيث أمرت الدولة العثمانية (انظر سوريا العثمانية) بوقف العمل بها، ثم جاءت السلطات الفرنسيّة (انظر الانتداب الفرنسي على لبنان) فأمرت بإعادة تشغيلها ، حتى توقفت ثانية إبان الحرب العالمية الثانية 1939 ـ 1945م لفترات طويلة ، ثم استمر العمل بها، وما أن نشبت الحرب الأهلية اللبنانية في حرب السنتين 1975 ـ 1976م حتى توقفت تماماً عن العمل. تمّ ترميمها وإعادة تأهيلها بتوجيه من الرئيس رفيق الحريري وبإشراف وزير الأشغال آنذاك عمر مسقاوي، وابتدئ العمل بها عام 1994م. وجاري الحديث عن هدمها اليوم إلا أنه توجد اعتراضات على ذلك باعتبار المنارة من التراث والحضارة في بيروت.